# ČT Art
ČT art es un canal de televisión público de Chequia, perteneciente a Česká televize. Se trata de un canal dedicado a la cultura y las artes escénicas que emite desde las 20:00 hasta las 6:00. Comparte franja con ČT Déčko.

## Historia
El canal inició emisiones el 31 de agosto de 2013. Los programas culturales que antes se emitían en ČT2 se trasladaron a ČT art. Tomáš Motl fue nombrado director ejecutivo del nuevo canal.
En 2013, Česká televize consideró que, en el futuro, ČT Déčko y ČT art deberían convertirse en canales de televisión independientes y de pleno derecho.
El canal emite en HD desde el 29 de marzo de 2018. 
El cierre del múltiplex 1 de DVB-T (televisión digital terrestre) donde se emitían los canales de Česká televize se anunció en noviembre de 2019. Finalmente, el múltiplex se cerró el 30 de septiembre de 2020. Desde entonces, el canal emite en DVB-T2 y plataformas de cable, satélite e IPTV.

## Programación
Cada día comienza con el programa de noticias Události v kultuře (Noticias en cultura), y los domingos con Týden v kultuře (Semana en cultura), estos se complementan con aportaciones de eventos en directo y programas de entrevistas de actualidad con temas culturales. Durante la semana, cada día es asignado un tema para la programación.
- Lunes: Z první řady
- Martes: ArtZóna
- Miércoles: Klobouk dolů
- Jueves: Životy slavných
- Viernes: Pop-rockové podium
- Sábado: Je nám ctí
- Domingo: Světový artový film v původním znění, klasická hudba